# Curicta (genre)
Pour les articles homonymes, voir Curicta (homonymes).
Curictini
Tribu
Genre
Curicta est un genre d'insectes aquatiques, de l'infra-ordre des hétéroptères (punaises) et de la famille des Nepidae, le seul de la tribu monotypique des Curictini. 

## Description
Les Curicta ont généralement le corps aplati, de couleur brunâtre à grisâtre en forme de navette étroite et allongée, avec à l'extrémité de l'abdomen un organe respiratoire (siphon) en tube plus ou moins long (qui les distingue des Belostomatidae). Comme chez les autres Nepinae, la distance entre les hanches (coxae) médianes est supérieure au diamètre d'une de ces hanches. Elles ont les pattes antérieures ravisseuses (avec le tibia qui se replie sur le fémur).   
La distinction d'avec les Nepini se fait en partie sur la base des organes génitaux internes et sur la suture entre les segments abdominaux chez les mâles. Mais on peut signaler que les Curicta ont le corps un peu plus étroit que les Nepini, que leur cinquième sternite (segment ventral de l'abdomen) a peu près la même longueur que le segment précédent, alors que chez Nepa, il est beaucoup plus long, et leur pronotum est plus long que large.   
Avec leur aspect général, qui fait penser à des scorpions, bien que l'appendice caudal soit un organe respiratoire, on les range en anglais dans l'appellation « water scorpions », « scorpions d'eau ».  

## Répartition et habitat
Le genre Curicta est presque exclusivement néotropical (Amérique du Sud et centrale, et Caraïbes), avec deux espèces qui remontent jusqu'aux États-Unis, entre l'Arizona et le Mississipi (sud de l'écozone néarctique),. 
Leurs habitats sont des milieux lentiques (eaux non courantes), peu profonds, ou de petits cours d'eau calmes, avec de la végétation aquatique, un fond boueux. Elles affectionnent également de se mettre parmi les feuilles mortes du fond.  

## Biologie
Les Curictini sont adaptées à la vie aquatiques. Elles sont prédatrices et se nourrissent de petits insectes et crustacés. Elles se cachent dans la boue ou sur des grosses branches submergées, etc. Leur corps plat et leur couleur sombre leur permet d'être presque invisible à leurs proies. 
Lors de l'accouplement, qui dure plusieurs heures, le mâle se place à côté de la femelle, légèrement en biais, et il l'accroche avec ses pattes d'un côté. Le tibia antérieur tient la femelle par la tête, la patte médiane l'accroche en arrière du scutellum. Il tord l'extrémité de son abdomen de manière à amener ses organes génitaux, orientés vers l'avant (alors qu'au repos, ils sont orientés vers l'arrière) sous ceux de la femelle. Les femelles pondent les œufs sur les rives et les recouvrent de boue Les œufs ont une couronne de tubes (une douzaine chez C. bonaerensis, par exemple) qui permettent les échanges gazeux. Les juvéniles sont d'apparence semblable aux adultes, mais sans ailes (des ébauches sont présentes aux stades III à V), et leur siphon est plus court. 
Les Curicta se dispersent en volant. Ces espèces sont capables de faire le mort en cas de capture. Pour éviter les crues soudaines, en cas de pluie, C. pronotata rampe hors de l'eau et monte plus haut sur les rives.  

## Galerie

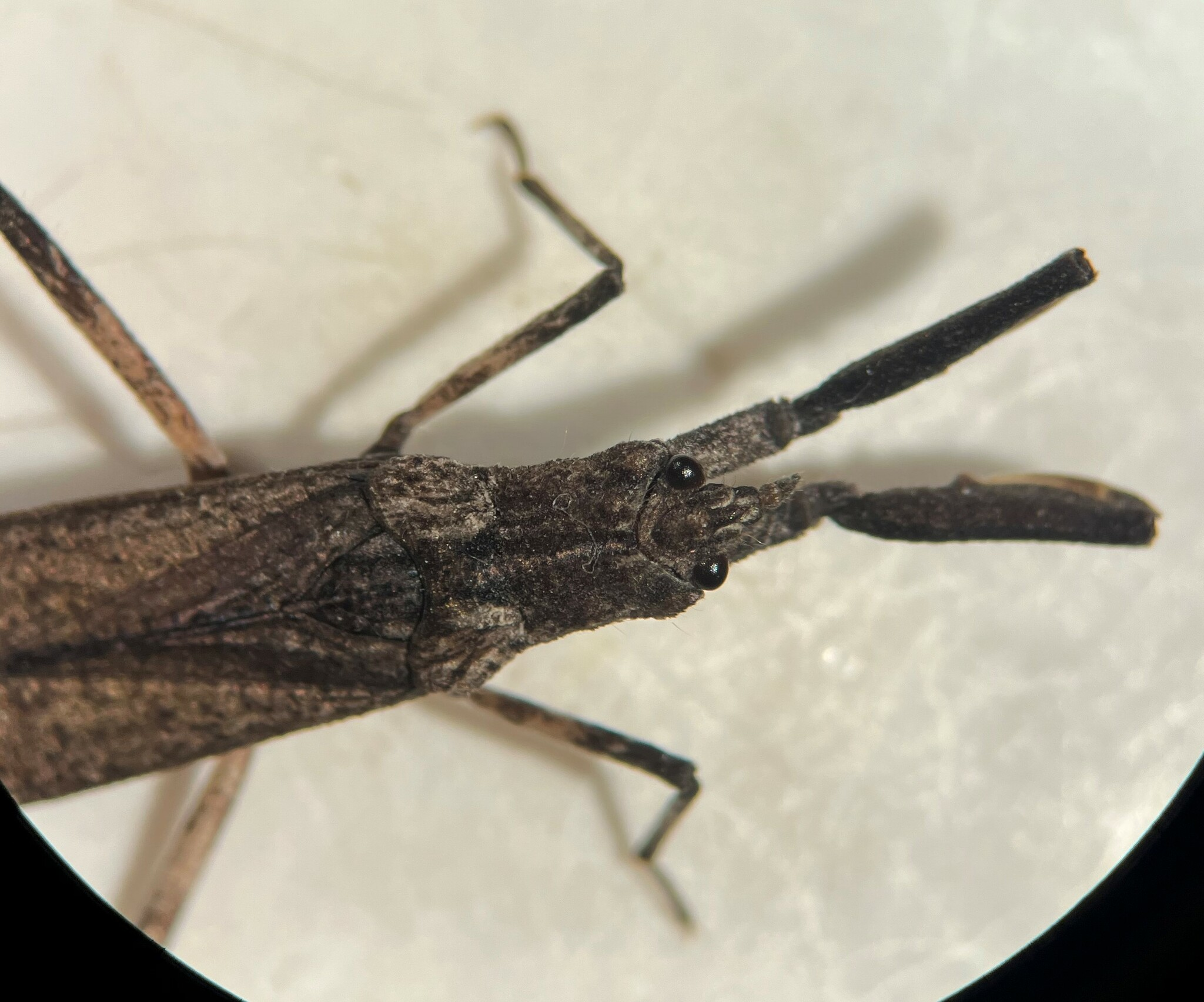
Curicta scorpio (Texas, États-Unis), gros plan sur l'avant, montrant le pronotum allongé.
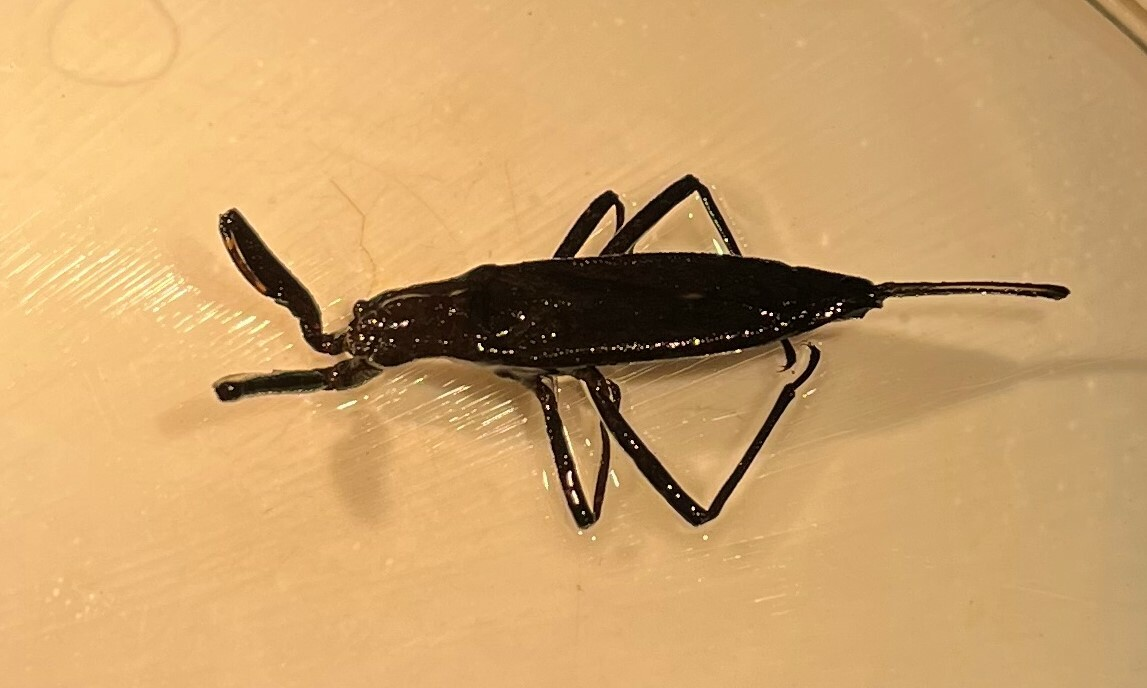
Curicta pronotata, Arizona (États-Unis).
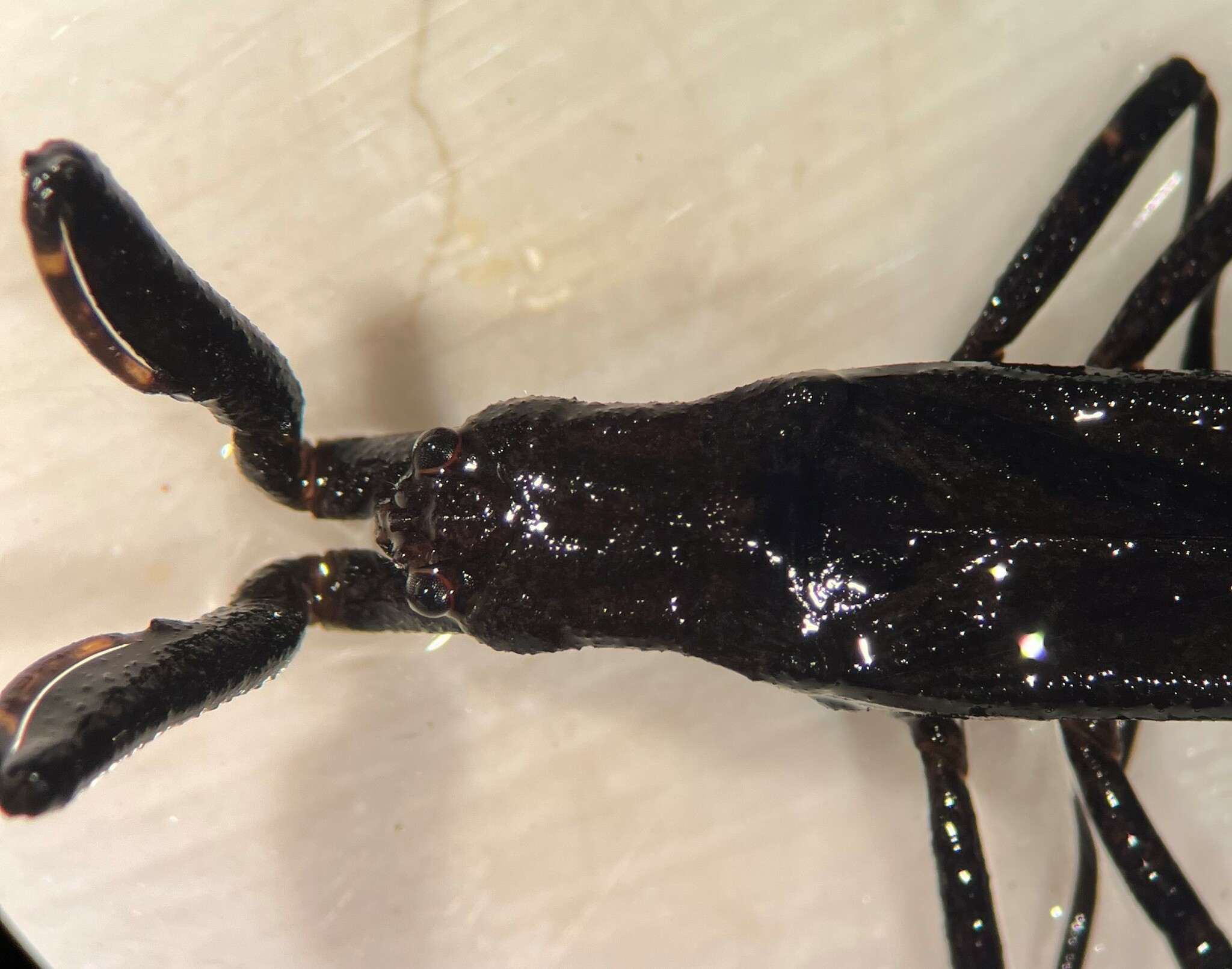
C. pronotata, gros plan sur l'avant.

## Systématique
Le genre Curicta a été décrit dans la seconde moitié du XIXe siècle par l'entomologiste danois Carl Stål. La tribu des Curictini, de son côté, a été définie seulement en 1964 par Arnold S. Menke et Lionel A. Stange.  
D'emblée, la tribu a été positionnée comme intermédiaire entre les Nepini (Nepinae) et les Ranatrini (Ranatrinae), car les Curicta possèdent des caractéristiques propres aux deux sous-familles, au même titre que les Austronepini et les Goondnomdanepini. Austronepa angusta, d'Australie, avait d'ailleurs été décrite initialement dans le genre Curicta, avant d'être déplacée dans le genre nouveau, créé pour elle, et dans une tribu séparée au sein des Ranatrinae.  
Le caractère intermédiaire de Curicta et sa proximité avec Austronepa et Goondnomdanepa ont d'ailleurs amené les auteurs José A. de Carlo, suivi par M. Mahner, en a faire une sous-famille, les Curictinae, au sein des Ranatridae (les Ranatrinae élevés à leur tour au rang de famille),. Le statut exact du taxon supragénérique reste à préciser. 
Le genre contient 19 espèces, car C. howardi Montandon, 1910 a été synonymisée avec C. scorpio Stål, 1862, et C. doesburgi De Carlo, 1967 avec C. montei De Carlo, 1960,. C. scorpio est l'espèce type du genre.

### Liste d'espèces
Selon BioLib (21 février 2023), complétée par ITIS (21 février 2023) :
- Curicta bilobata Kuitert, 1949
- Curicta bonaerensis (Berg, 1879)
- Curicta borellii Montandon, 1903
- Curicta carinata De Carlo, 1951
- Curicta decarloi Keffer, 1997
- Curicta grandis De Carlo, 1951
- Curicta granulosa De Carlo, 1951
- Curicta hungerfordi Kuitert, 1949
- Curicta intermedia (Martin, 1898)
- Curicta johnpolhemi Keffer, 1999[16]
- Curicta lenti De Carlo, 1951
- Curicta longimanus De Carlo, 1951
- Curicta montei De Carlo, 1960
- Curicta pelleranoi De Carlo, 1951
- Curicta peruviana Kuitert, 1949
- Curicta pronotata Kuitert, 1949
- Curicta scorpio Stål, 1862
- Curicta tibialis (Martin, 1898)
- Curicta volxemi (Montandon, 1895)